# Capital Carnage
Capital Carnage è stato un evento in pay-per-view di wrestling organizzato dalla World Wrestling Federation. L'evento si è svolto il 6 dicembre 1998 alla London Arena di Londra.

## Risultati
| #    | Risultati                                                                                | Stipulazioni                                                 | Durata |
| ---- | ---------------------------------------------------------------------------------------- | ------------------------------------------------------------ | ------ |
| Dark | Droz ha sconfitto Mosh                                                                   | Single match                                                 | 06:00  |
| 1    | Gangrel ha sconfitto Al Snow                                                             | Single match                                                 | 05:51  |
| 2    | The Headbangers (Mosh e Thrasher) hanno sconfitto The Legion of Doom (Droz e Animal)     | Tag team match                                               | 03:21  |
| 3    | Val Venis ha sconfitto Goldust                                                           | Single match                                                 | 05:33  |
| 4    | Tiger Ali Singh ha sconfitto Edge                                                        | Single match                                                 | 02:51  |
| 5    | Sable e Christian hanno sconfitto Jacqueline e Marc Mero                                 | Mixed tag team match                                         | 04:49  |
| 6    | Ken Shamrock (c) ha sconfitto Steve Blackman                                             | Single match per il WWF Intercontinental Championship        | 06:51  |
| 7    | Triple H (con Chyna) ha sconfitto Jeff Jarrett (con Debra)                               | Single match                                                 | 06:55  |
| 8    | The New Age Outlaws (Road Dogg e Billy Gunn) (c) hanno sconfitto D'Lo Brown e Mark Henry | Tag team match per i WWF Tag Team Championship               | 12:34  |
| 9    | The Rock (c) ha sconfitto X-Pac per squalifica                                           | Single match per il WWF Championship                         | 12:34  |
| 10   | Steve Austin ha sconfitto Kane, Mankind e The Undertaker                                 | Fatal four-way match con Gerald Brisco come arbitro speciale | 16:12  |